# پوترو فندوقی
پوترو فندوقی، پوترو گواتری (نام علمی: Grewia villosa) نام یک گونه از سرده پوترو است.